# Александар Драгович
Александар Драгович (на сръбски: Александар Драговић / Aleksandar Dragović), роден на 6 март 1991 г., е австрийски футболист от сръбски произход. Играе на поста централен защитник. Настоящ състезател на Аустрия Виена и националния отбор на Австрия.

## Клубна кариера

### Базел
Драгович е юноша на Аустрия Виена, като през 2008 заиграва дебюта си за втория отбор, а година по-късно става част от представителния отбор. През 2011 г. е трансфериран в швейцарския Базел, като още през първия си сезон става основен защитник, и помага на отбора да стане шампион за пореден път. Впоследствие Базел не успява да се класира за груповата фаза на Шампионската лига, но достига до полуфал в Лига Европа през сезон 2012/13. В края на следващия сезон отново става шампион.

### Динамо Киев
На 26 юли 2013 г. е трасфериран в украинския гранд Динамо Киев. На 17 май 2015 г. Динамо побеждава ФК Днипро, като това е първа титла на отбора след 6 години.
На 4 ноември 2015 г. отбелязва първия си гол в Шампионската лига, срещу Челси, но той се оказва недостатъчен, и Динамо губи с 2–1. Впоследствие Динамо достига до 1/8-финалите, където отпада от Манчестър Сити.

## Национален отбор
През годините е част от младежките национални отбори. На 6 юни 2009 г. прави дебюта си за мъжкия отбор, в Световна квалификация срещу Сърбия, която Австрия губи с 1–0. Първия си гол отбелязва на 18 ноември 2014 г. в приятелски мач срещу Бразилия.

## Личен живот
Драгович е роден във Виена в семейство на сръбски имигранти. Фен е на Цървена звезда.

## Трофеи

### Аустрия Виена
- Купа на Австрия (1): 2008-09

### Базел
- Шампион на Швейцария (3): 2010-11, 2011-12, 2012-13
- Купа на Швейцария (1): 2012

### Динамо Киев
- Шампион на Украйна (2): 2014-15, 2015-16
- Купа на Украйна (2): 2013-14, 2014-15